# Holland ved vinter-PL 2018
Holland deltog ved vinter-PL 2018 fra den 9. til og med 18. marts i Pyeongchang i Sydkorea.

## Medaljer
| 2018 Pyeongchang | Guld | Sølv | Bronze | Total |
| Holland          | 3    | 3    | 1      | 6     |